# Anopheles albitarsis
Anopheles albitarsis este o specie de țânțari din genul Anopheles, descrisă de Lynch Arribalzaga în anul 1878. Conform Catalogue of Life specia Anopheles albitarsis nu are subspecii cunoscute.